# Cristodesisa perakensis
Cristodesisa perakensis là một loài bọ cánh cứng trong họ Cerambycidae.